# Tassarolo
Tassarolo (piemontiul: Tassareu, ligur nyelven: Tascëreu) település Olaszországban, Piemont régióban, Alessandria megyében. Lakosainak száma 589 fő (2023. január 1.). Tassarolo Francavilla Bisio, Gavi, Novi Ligure és Pasturana községekkel határos.

## Népesség
A település lakossága az elmúlt években az alábbi módon változott:
| Lakosok száma | 656  | 650  | 589  |
|               | 2017 | 2018 | 2023 |